# Landro
Landro (eigentlich Luca Brawand; * 1996) ist ein Schweizer Mundartmusiker aus Biel.

## Biographie
Im Frühling 2017 veröffentlichte Landro seinen ersten Song "Holunderblüetesirup", der direkt zu seiner ersten Single mit Goldstatus wurde. Der von ihm selbständig produzierte Song war der Startschuss für seine Musikkarriere. Im Sommer 2018 erschien sein Debütalbum "Nostalgia" mit der Single "Discochugle", ein Album über seine ganz persönliche "Coming of Age"-Story. Das Album war eine Woche lang auf Platz 69 der Schweizer Hitparade. Landro liess sich dafür von älteren sowie neueren Sound- und Style-Ästhetiken inspirieren. Im Dezember 2019 erschien nach mehreren Singleauskopplungen ("Zoned Out", "Bombay", "Outta Space") sowie Auftritten am Gurtenfestival und Zürich Openair das sieben Songs umspannende Projekt "Lonely Hearts Club Band", bei dem Landro wiederum den Grossteil selbst produziert hat. Dieses Prinzip wiederholte sich im Jahr darauf, als der Bieler Künstler 2020 mehrere Singles veröffentlichte, um im Juni 2021 schliesslich das Projekt "Neverland" zu veröffentlichen.
Seit 2018 ist er Kolumnist des Bieler Tagblatts.

## Diskografie

### Alben
- 2017: Havanna EP (FarMore Records)
- 2018: Summer vor Nostalgia EP (FarMore Records)
- 2018: Nostalgia (FarMore Records)
- 2019: Lonely Hearts Club Band (FarMore Records)
- 2021: Neverland (Landro, distributed by Sony Music Entertainment)

### Singles/Videoclips
- 2017: Holunderblüetesirup - Gold Status (FarMore Records, CH: Platin)[9]
- 2017: Next Level Full Speed (FarMore Records)
- 2017: Rich Kids (FarMore Records)
- 2017: Tennis (FarMore Records)
- 2018: Sorry Mum (FarMore Records)
- 2018: Discochugle (FarMore Records)
- 2018: Easy Easy (FarMore Records)
- 2019: Zoned Out (FarMore Records)
- 2021: Shawty git mir Vibes (feat. DAWILL) (Landro, distributed by Sony Music Entertainment)
- 2021: All-White (feat. Josha Hewitt) (Landro, distributed by Sony Music Entertainment)